# Geisenhausen
Geisenhausen là một thị xã ở huyện Landshut, bang Bayern, Đức. Đô thị Geisenhausen có diện tích 62,54 km², dân số thời điểm ngày 31 tháng 12 năm 2006 là 6341 người. Đô thị này có cự ly 14 km về phía đông nam Landshut trong thung lũng Kleine Vils.

## Phân chia hành chính
- Albanstetten
- Diemannskirchen
- Hörlkam
- Hermannskirchen
- Holzhausen
- Geisenhausen
- Salksdorf
- Johannesbergham
- Westersbergham
- Stephansbergham
- Irlach

## Cư dân nổi tiếng
- Günter Eich (1907-1972), nhà văn
- Martin Flörchinger (1909–2004), diễn viên
- Thomas Schmid (1960), nhà văn
- Johannes Schmid (1973), đạo diễn sân khẩu